# 雨傘廣場

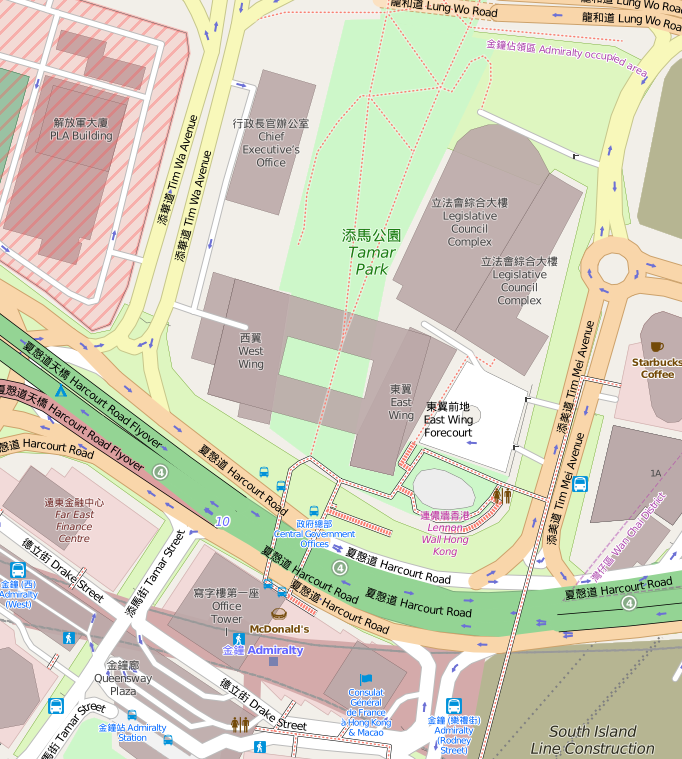
雨傘廣場的地圖

雨傘廣場（Umbrella Plaza，亦稱）是於2014年9月28日至12月15日「雨傘運動」期間的金鐘佔領區，尤其是夏慤道鄰近政府總部及海富中心一帶。

## 劃界
「雨傘廣場」是從2014年9月28日被全面開闢的雨傘革命佔領區，因為香港警務處發射87枚催淚彈驅散示威者（參看「雨傘人」相片），使成千上萬的人進入該空間。它包括夏慤道和添美道的幾乎整條街，並有在每一端放置路障。

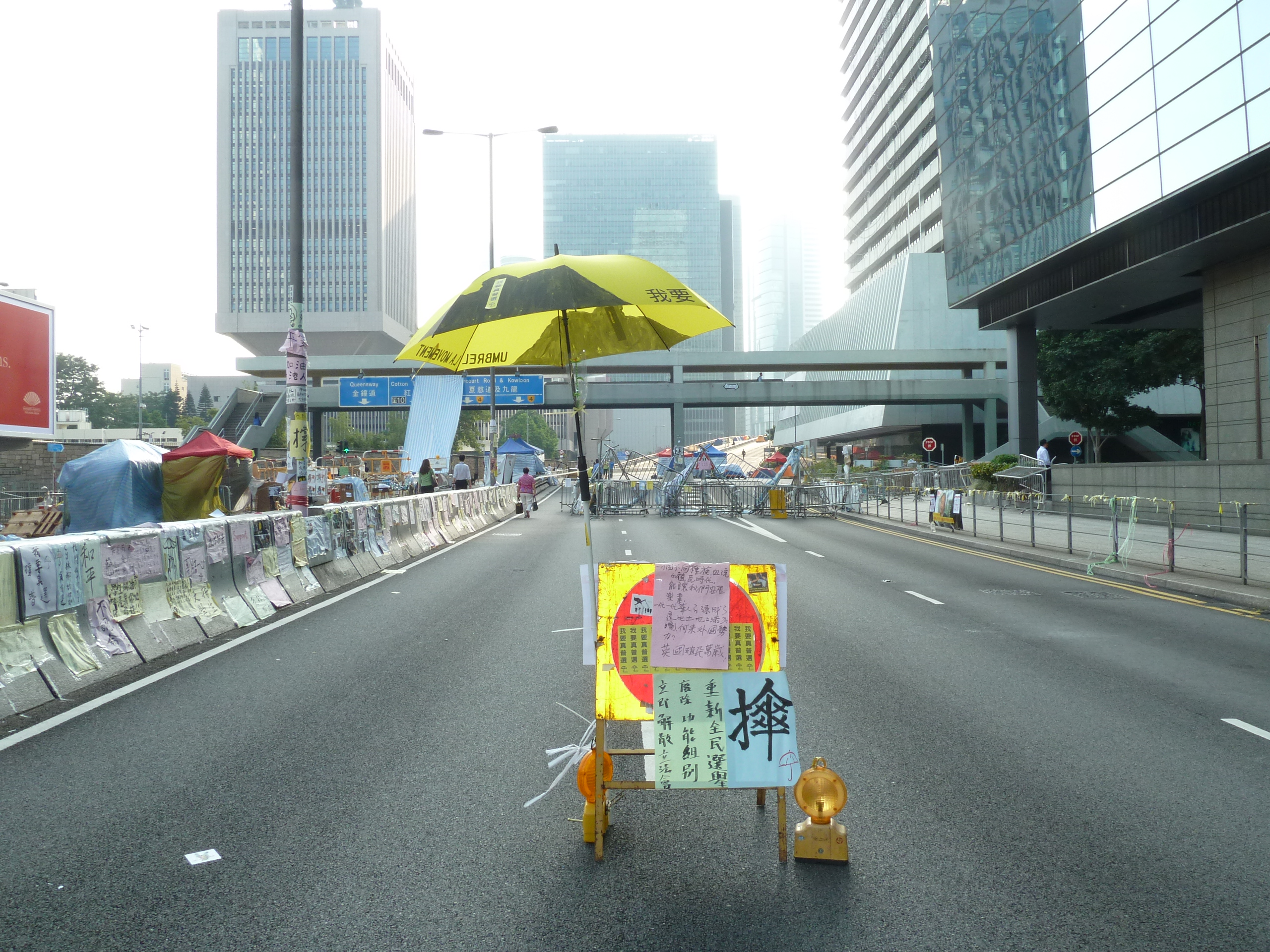
佔領區西端是干諾道中
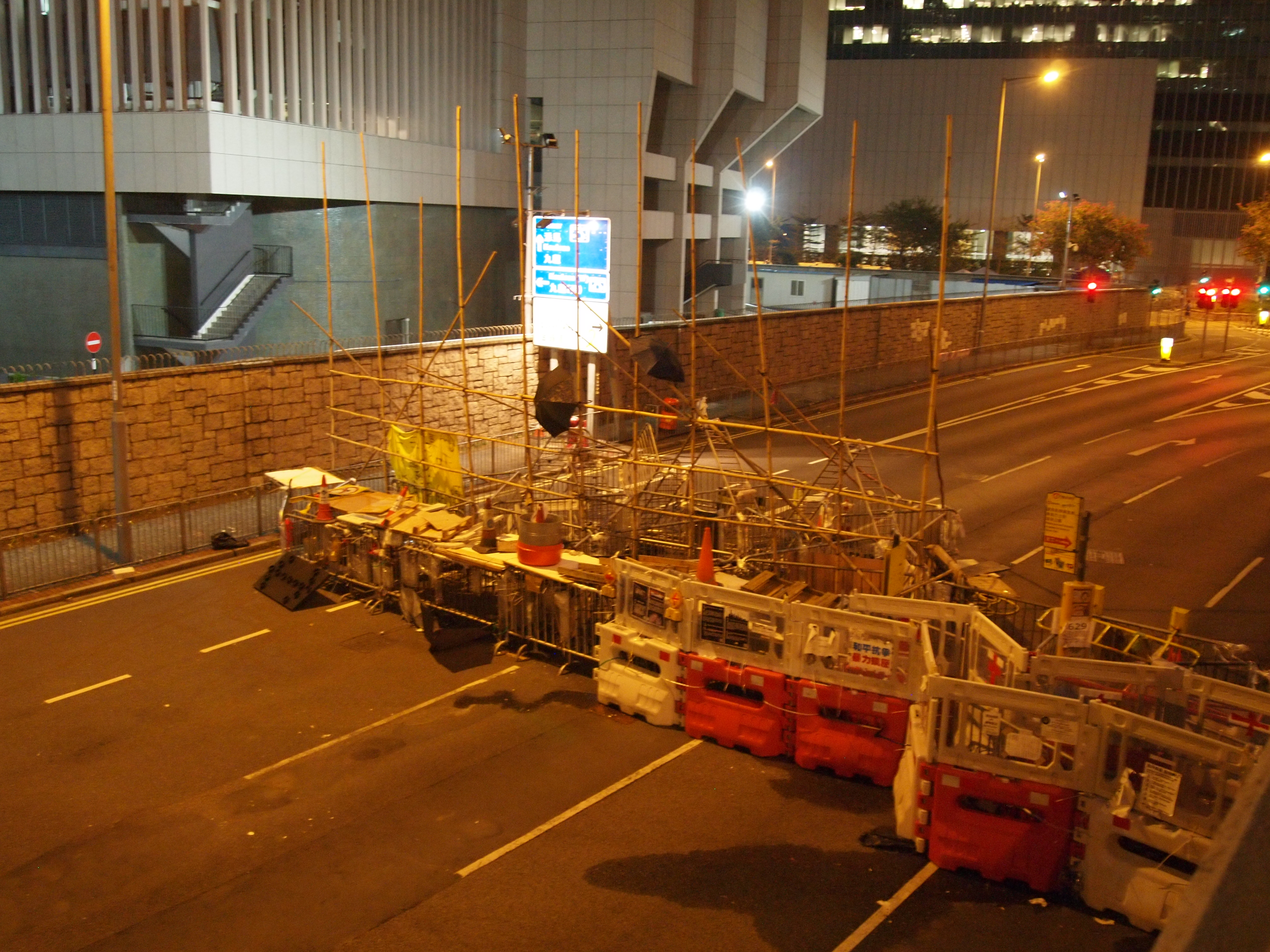
用竹棚臨時搭建的強化路障於解放軍駐港部隊大廈面前
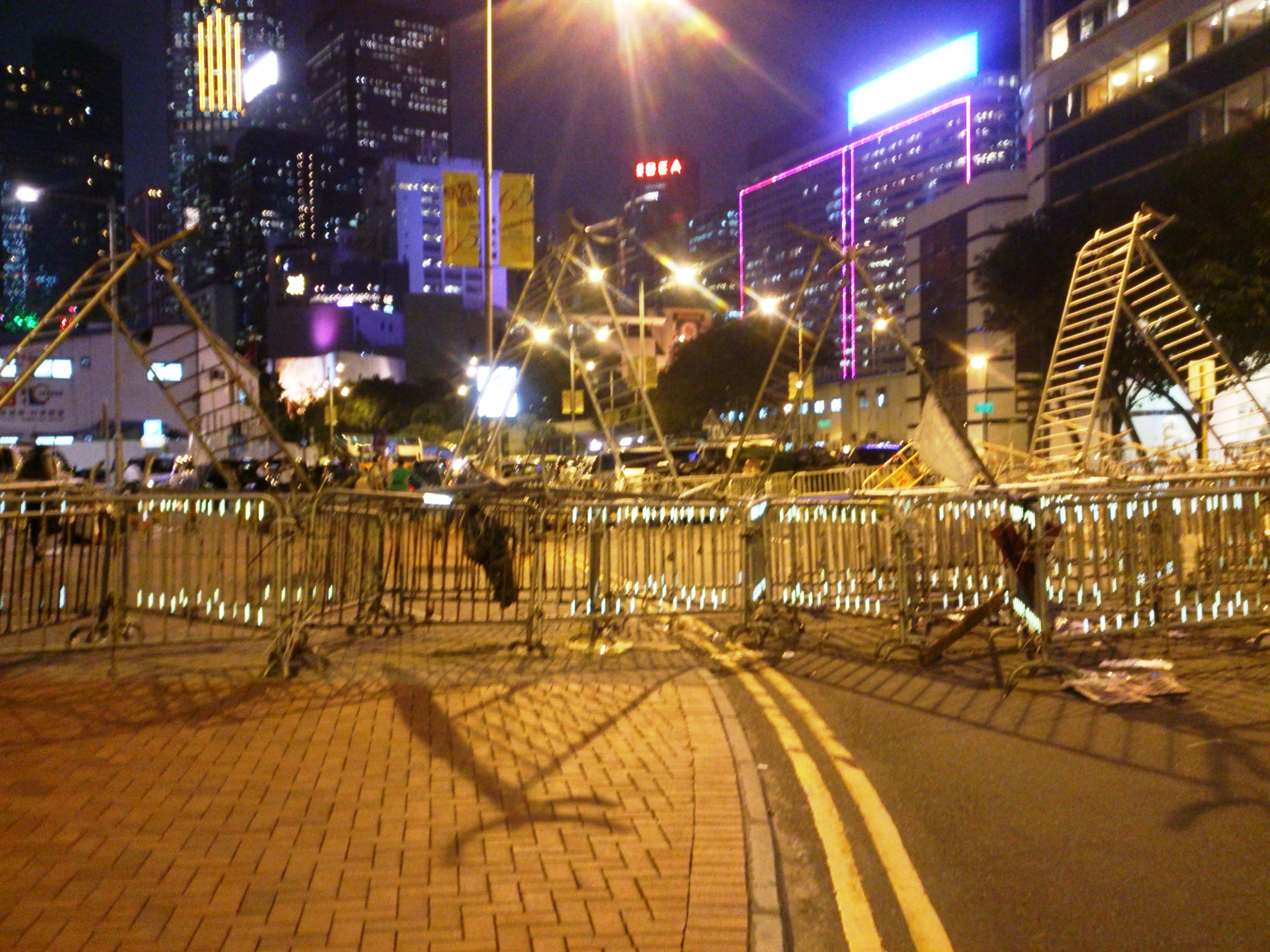
在龍匯道中信大廈附近
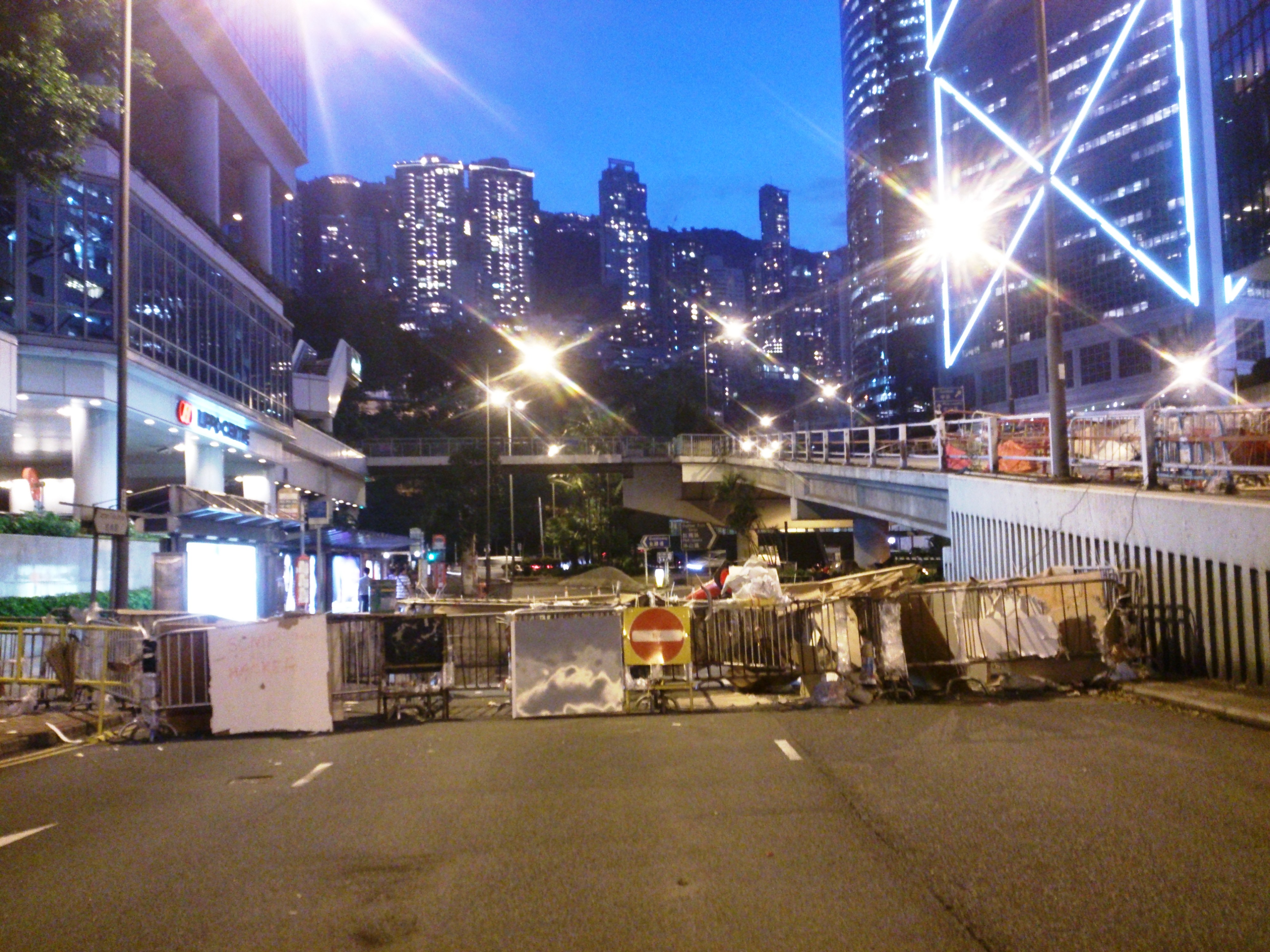
在紅棉路
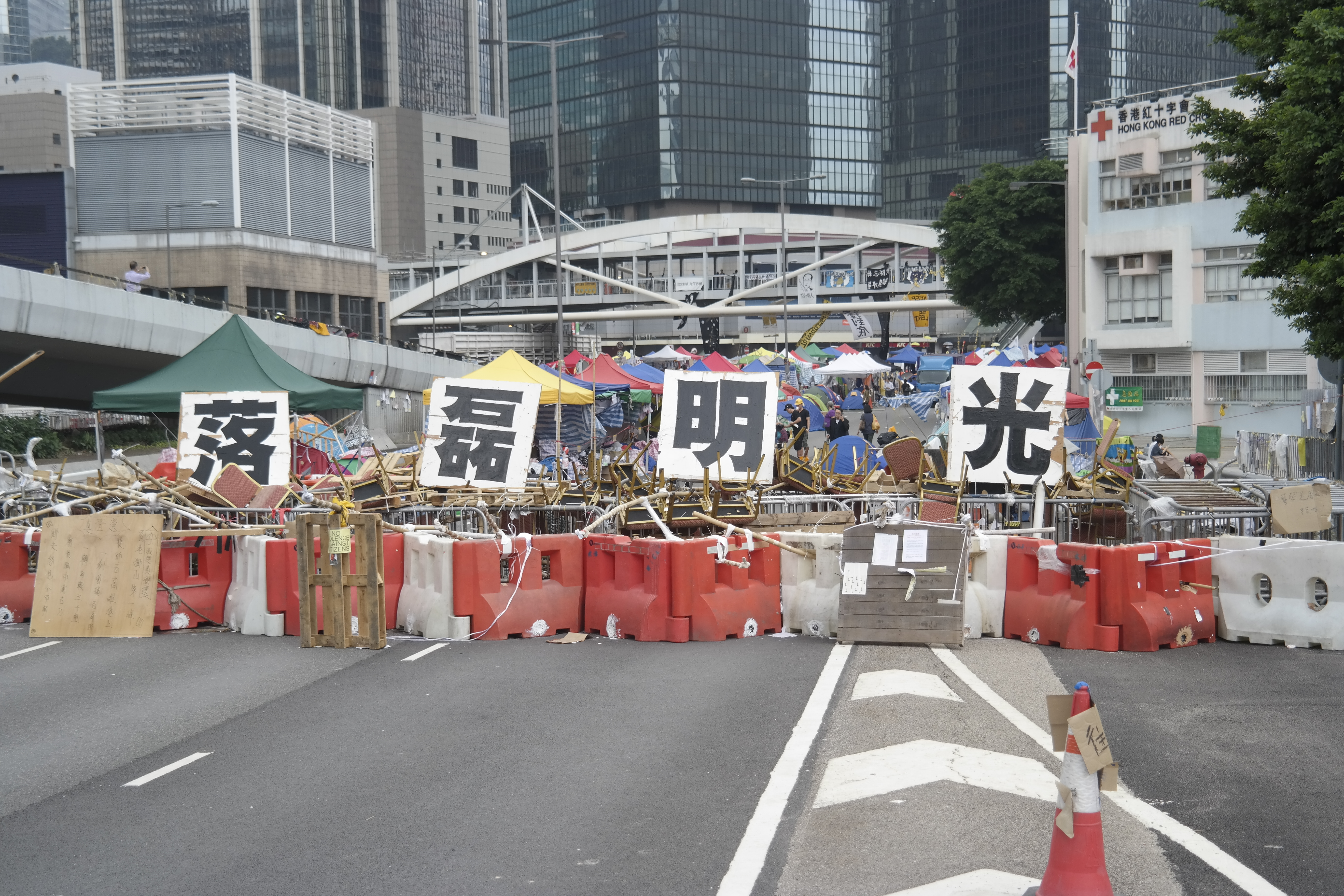
近軍器廠街的夏慤道

最初是非正式稱呼，長期的佔領使得香港佔領區的「雨傘廣場」成為一個獲得廣泛接受的名稱，情況如「公民廣場」（政府總部東翼迴旋處）。
它已被納入地圖。帳篷被示威者賦予了地址，並且有報導指郵政服務曾經送件至雨傘廣場的帳篷地址。然而，香港郵政已經明確否認這樣做。
值得注意的地方包括「香港連儂牆」、「遮打自修室」和「光明磊落的暗角」，一處由7名警察毆打1名示威者而被TVB的新聞拍攝和廣播。此空間有一個「雨傘廣場」大台，用以提供夜間講座和集會，而毗鄰著的有一個新聞發佈區；另外添美道則是學聯「命運自主」大台所在。

## 組織

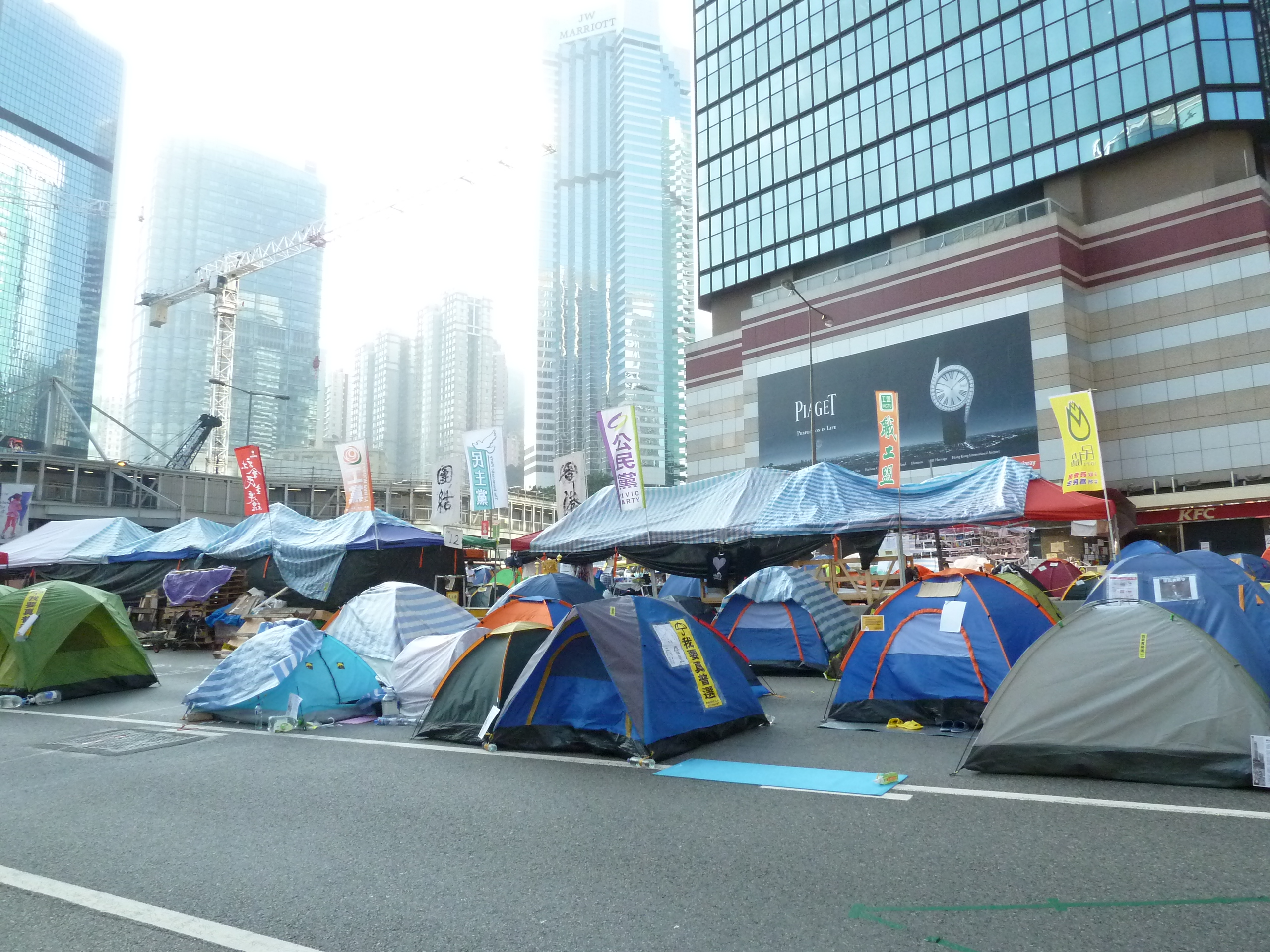
工黨、民主黨、公民黨、職工盟、社民連和人民力量的旗幟在雨傘廣場飄揚
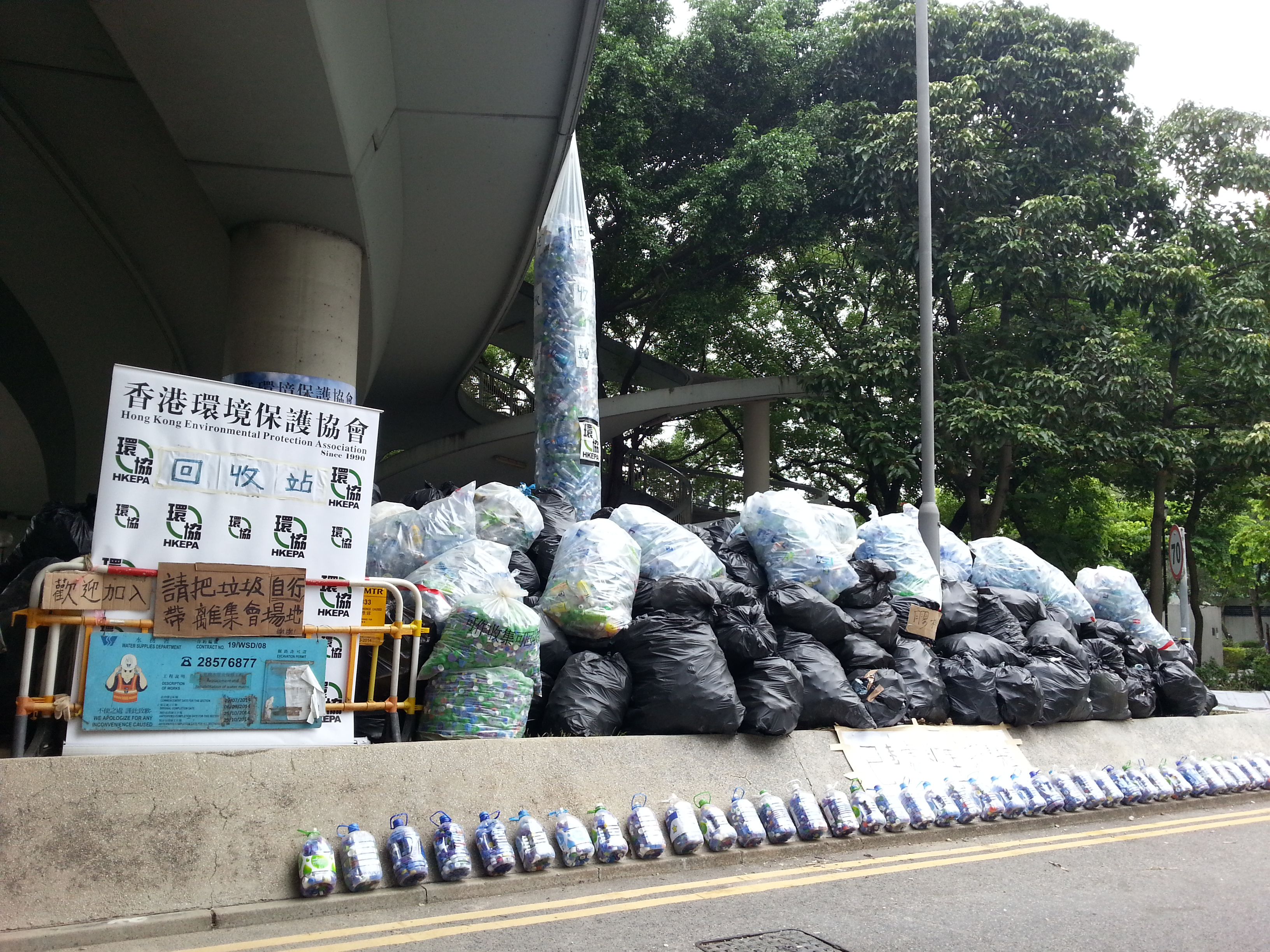
示威者組織的回收站於金鐘夏慤道的佔領區內

這個運動是由許多支持民主派的群體組成，但沒有一個正式的領導組織。然而，工黨、民主黨、公民黨、職工盟、社民連和人民力量的旗幟和成員卻在雨傘廣場出現。
《時代》雜誌描述佔領區的有組織混沌狀態為「古典無政府主義：一個自發組織的社區而沒有領袖」示威者隊伍輪班進行垃圾收集和回收、治安和醫療保健。

## 照片

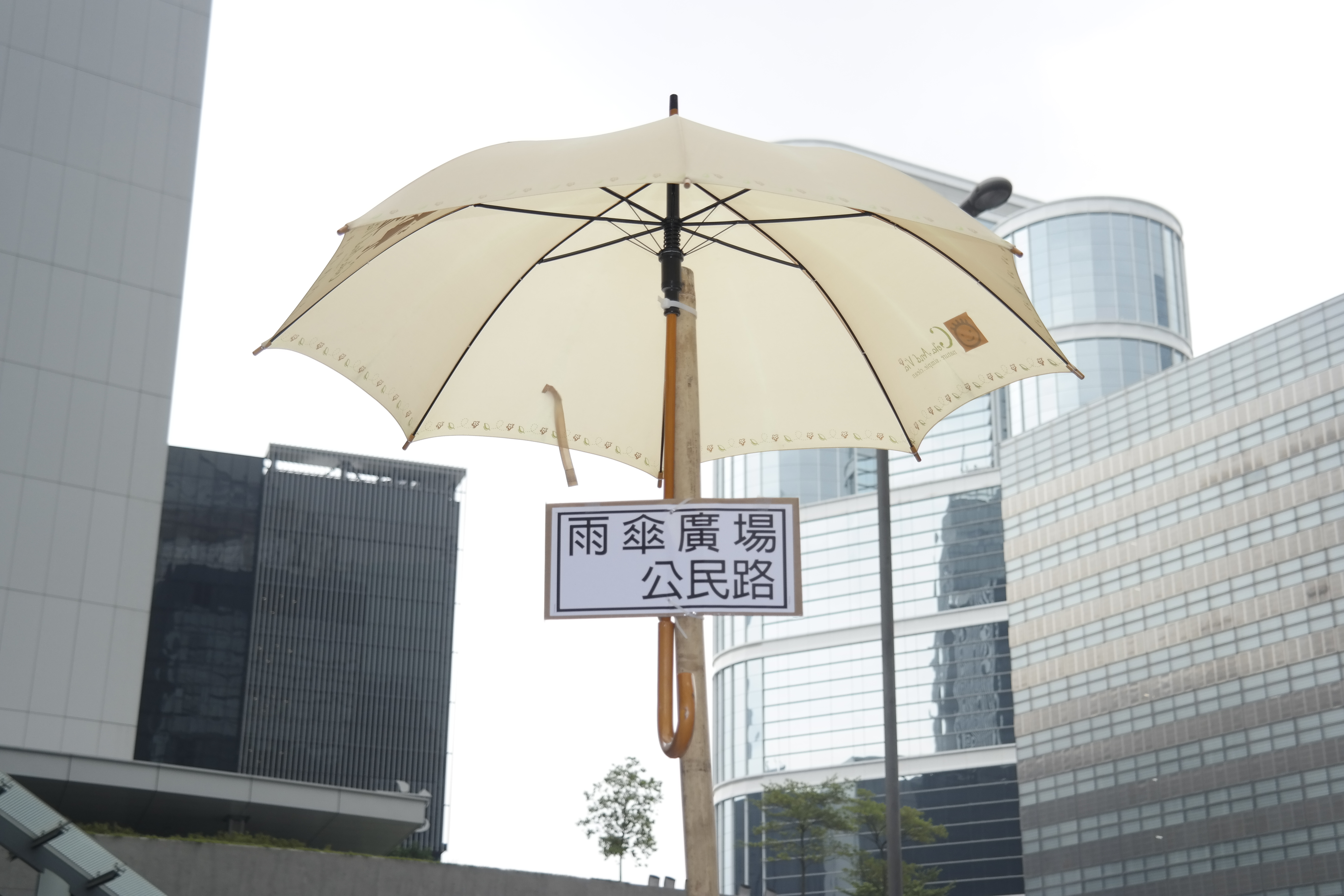
「雨傘廣場」路標
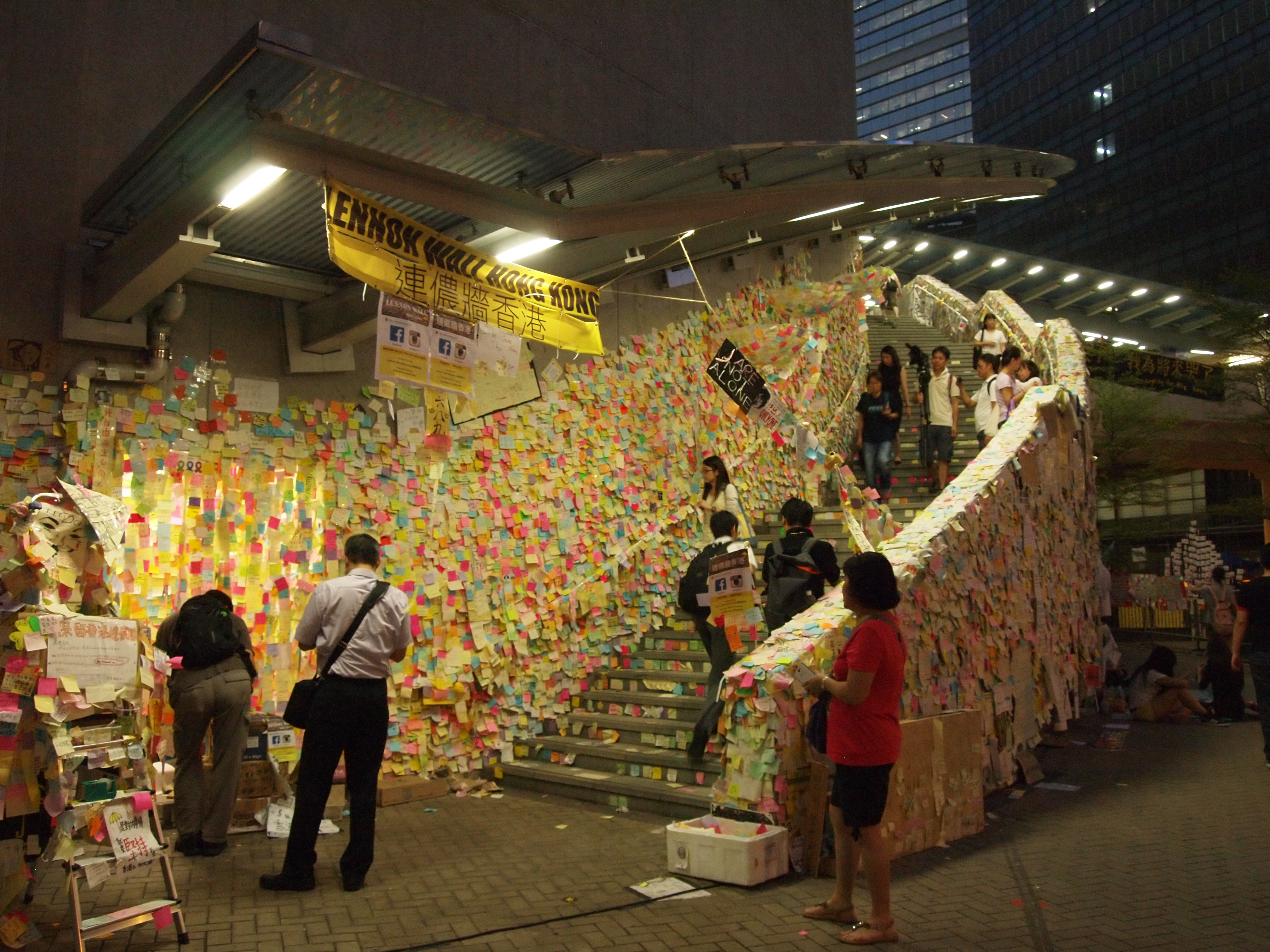
香港連儂牆
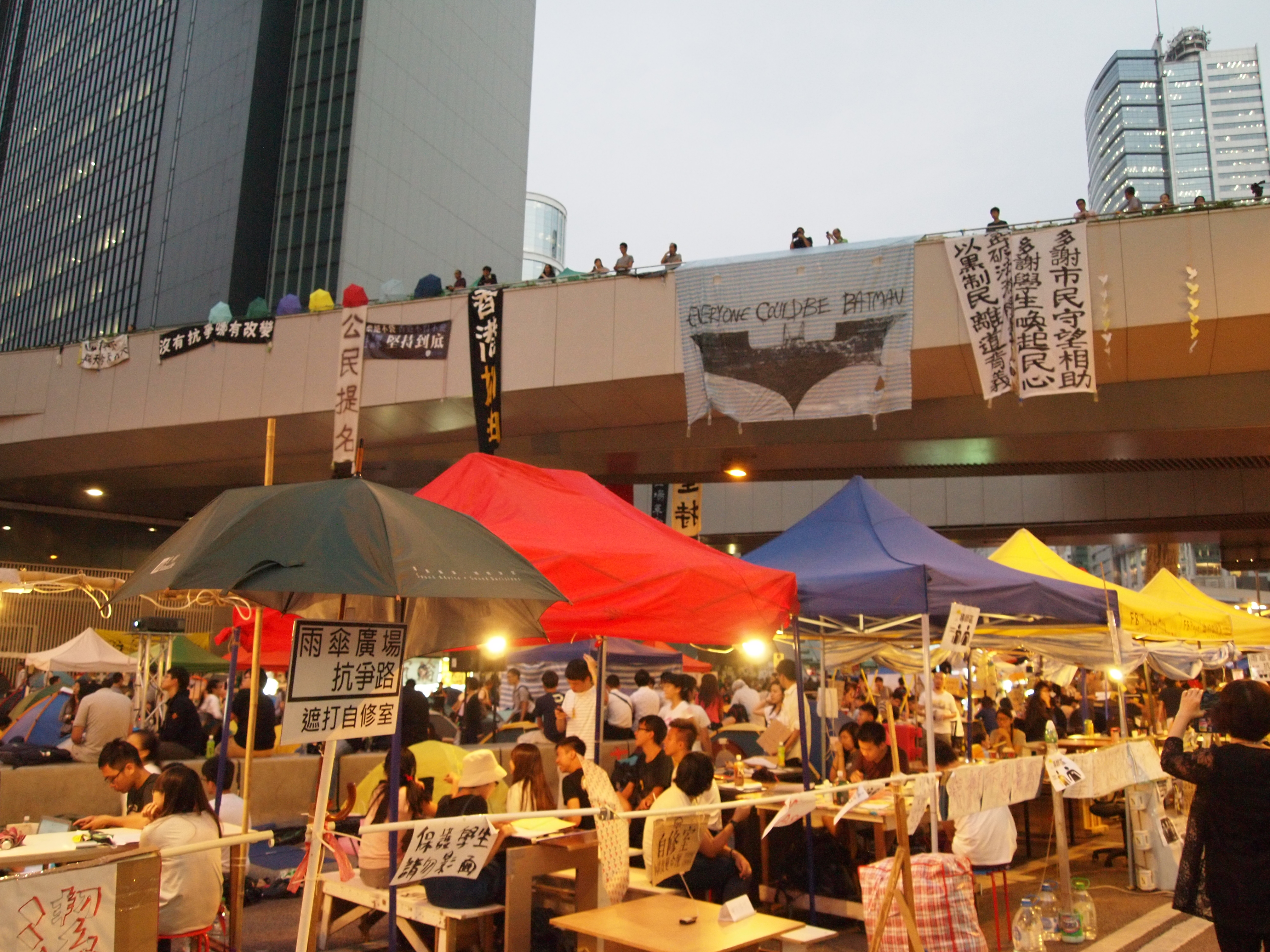
「遮打自修室」
雨傘人雕像
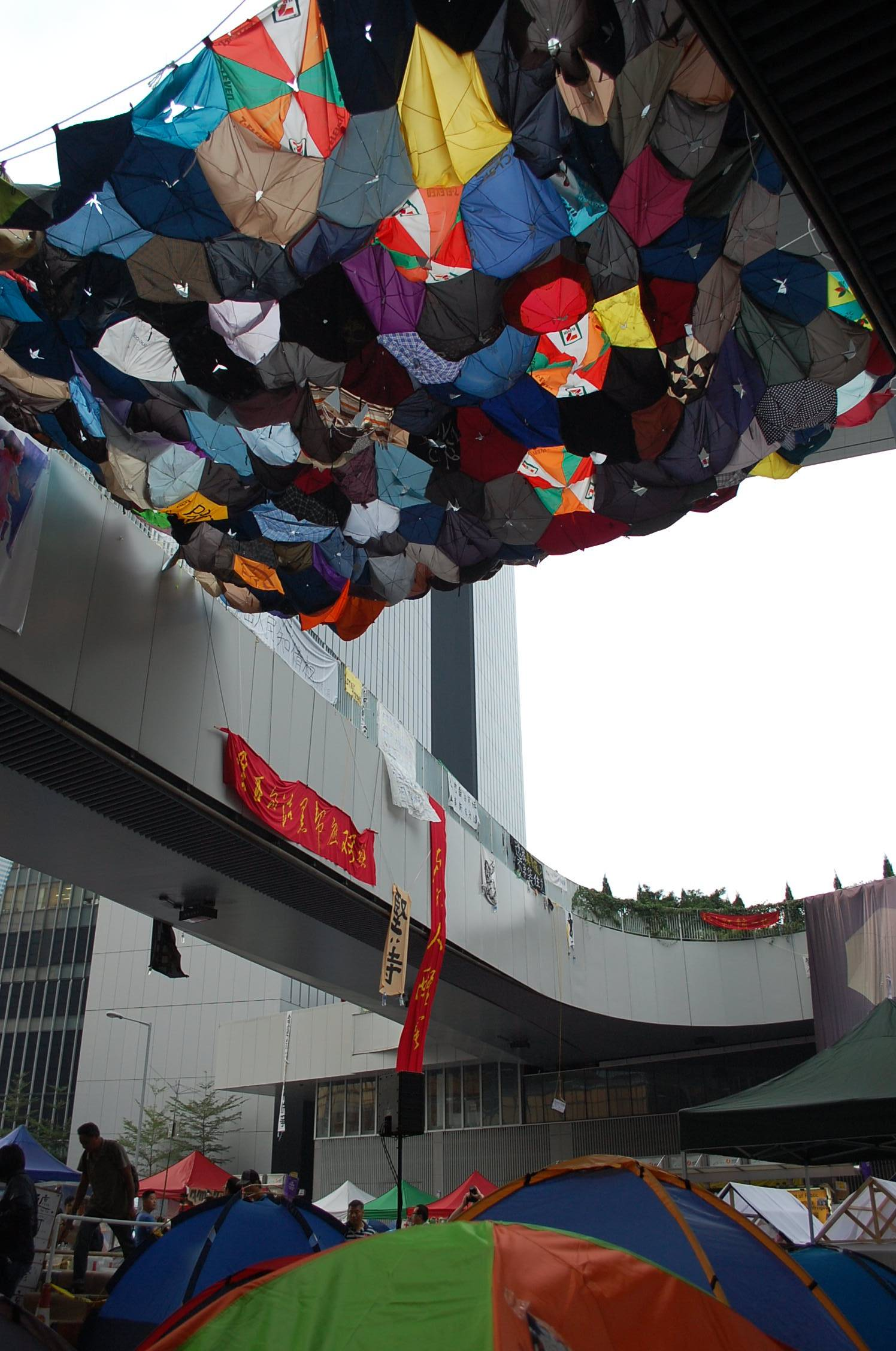
雨傘藝術晾在兩橋之間
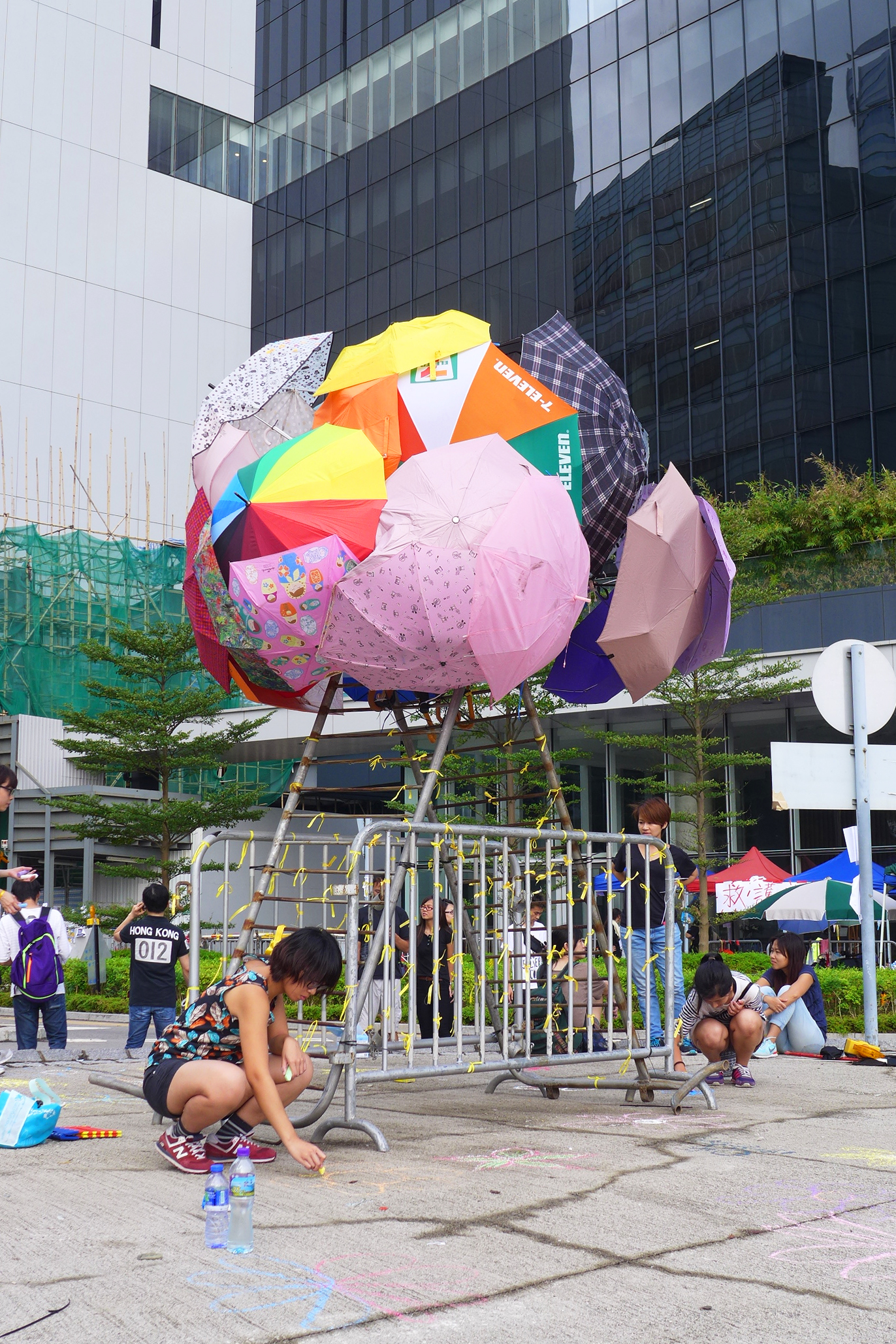
有學生在添美道中央創作以雨傘為主題的藝術品

## 外部連結
- 連儂牆筆記 （页面存档备份，存于）